# Al-Bas (Aleppo)
Al-Bas (arab. البعث) – wieś w Syrii, w muhafazie Aleppo, w dystrykcie Manbidż. W 2004 roku liczyła 1509 mieszkańców.